# Scheffestal
Der Bach aus dem Scheffestal ist ein fast 2 Kilometer langer, nördlicher und orographisch rechter Zufluss der  Itter im südhessischen Odenwaldkreis.

## Geographie

### Verlauf
Der Bach aus dem Scheffestal entspringt in der Gemarkung des zu Oberzent gehörenden Stadtteils Unter-Sensbach auf einer Höhe von etwa 304 m ü. NHN etwa 200 m östlich der Gehöftgruppe Salmshütte in einem Mischwald.
Der Bach fließt in südsüdöstlicher Richtung zwischen dem 402 m ü. NHN hohen Wüstebuckel im Westen und dem 372,8 m ü. NHN hohen  Haagbuckel im Osten durch das enge Scheffestal. Aus dem Wüstegrund fließt ihm auf seiner rechten Seite ein Waldbächlein zu, das der Wüsttal-Quelle entspringt.
Der Bach aus dem Scheffestal unterquert noch die Odenwaldbahn und mündet schließlich zwischen den Eberbacher Stadtteilen Gaimühle und Friedrichsdorf direkt an der Grenze von Hessen und Baden-Württemberg und westlich der Fischteiche des Forellenhofs Ittertal auf einer Höhe von ungefähr 187 m ü. NHN von rechts in die aus dem Nordosten heranziehende Itter.
Der 1,8 km lange Lauf des Bachs aus dem Scheffestal endet ungefähr 117 Höhenmeter unterhalb seiner Quelle, er hat somit ein mittleres Sohlgefälle von etwa 65 ‰.

### Einzugsgebiet
Das 3,9 km² große Einzugsgebiet des Bachs aus dem Scheffestal liegt im Sandsteinodenwald und wird durch ihn über die Itter, den Neckar und den Rhein zur Nordsee entwässert.
Das Einzugsgebiet ist fast vollständig bewaldet.

## Natur und Umwelt
Der Bach aus dem Scheffestal verläuft durch das SG Vogelschutzgebiet Südlicher Odenwald und durch das SG FFH-Gebiet Euterbach und Itterbach mit Nebenbächen.